# Bharathapuzha
Der Bharathapuzha (Malayalam ഭാരതപ്പുഴ IAST Bhāratappuḻa; auch: Ponnani oder Nila genannt) ist ein ca. 210 km langer Küstenfluss im südindischen Bundesstaat Kerala; sein Einzugsgebiet beträgt etwa 6185 km², wovon ca. 4400 km² auf Kerala entfallen.

## Verlauf
Der Fluss entspringt am Ausgang der Thirumurti-Talsperre in den Anamalai-Hills auf einer Höhe von ca. 1700 m in den Westghats von Tamil Nadu und durchfließt meist in nordwestlicher Richtung die Distrikte Palakkad und Malappuram, ehe er nördlich der Stadt Ponnani in das Arabische Meer mündet.

## Nebenflüsse und Stausee
Der Bharathapuzha hat zahlreiche größere und kleinere Nebenflüsse. Sein Lauf wird von sechs Staudämmen unterbrochen, zwei weitere Anlagen befinden sich im Bau. Hauptsächlich dienen sie der Bewässerung, doch gibt es auch ein Projekt zur Trinkwasserversorgung.

## Orte beim Fluss
- Pollachi
- Shoranur
- Palakkad
- Pattambi

## Religion
Mehrere Orte und Tempel an seinen Ufern sind Pilgerziele.